# Alan Lennox-Boyd, 1. Viscount Boyd of Merton

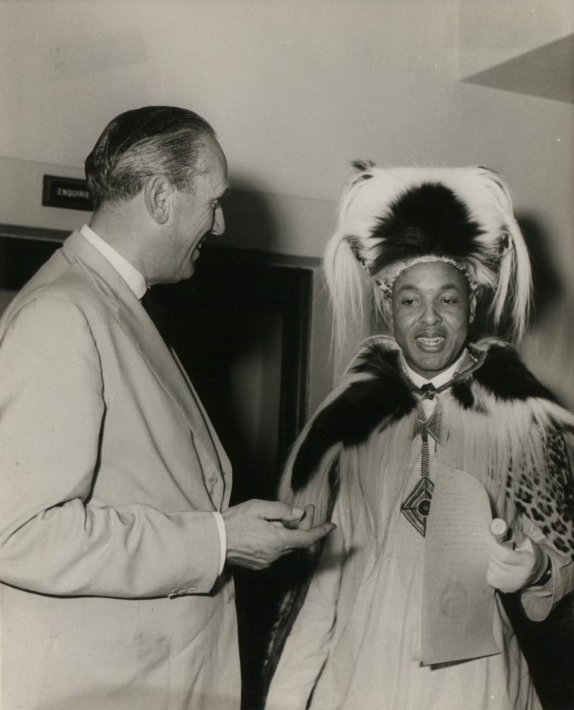
Alan Lennox-Boyd im Gespräch mit Thomas Marealle, dem Oberhäuptling des Chagga

Alan Tindal Lennox-Boyd, 1. Viscount Boyd of Merton, CH, PC, DL (Geburtsname: Alan Tindal Boyd; * 18. November 1904; † 29. Dezember 1983) war ein britischer Politiker der Conservative Party, der unter anderem zwischen 1931 und 1960 Mitglied des Unterhauses (House of Commons), zwischen 1952 und 1954 Transportminister sowie von 1954 bis 1959 Kolonialminister war. Am 8. September 1960 wurde er als Viscount Boyd of Merton geadelt und damit Mitglied des Oberhauses (House of Lords).

## Leben

### Familiäre Herkunft und Studium
Boyd war der zweitälteste Sohn aus der zweiten Ehe seines Vaters, des Barrister Alan Walter Boyd, und dessen Ehefrau Florence Annie Begbie, Tochter des Arztes James Warburton Begbie. Aus dieser Ehe stammten sein ältester Bruder George Edward Lennox-Boyd, der als Major bei der Highland Light Infantry diente und im Zweiten Weltkrieg fiel, der jüngere Bruder Donald Breay Hague Lennox-Boyd, der Hauptmann bei den Scots Guards war und bereits vor dem Zweiten Weltkrieg verstarb, sowie der jüngste Bruder Francis Gordon Lennox-Boyd, der als Major der The Royal Scots Greys (2nd Dragoons) ebenfalls im Einsatz im Zweiten Weltkrieg ums Leben kam. Aus der ersten Ehe seines Vaters mit Clementina Louisa Whittingham, Tochter von Generalmajor Ferdinando Whittingham, stammte darüber hinaus die ältere Halbschwester Phyllis Georgie Lennox-Boyd. Am 8. September 1925 erfolgte eine Namensänderung (Deed poll) der Familie in Lennox-Boyd.
Alan Lennox-Boyd selbst absolvierte nach dem Besuch der 1550 gegründeten renommierten Sherborne School ein Studium am Christ Church der University of Oxford, das er mit einem Master of Arts (M.A.) abschloss.

### Unterhausabgeordneter und Juniorminister in den Kriegsregierungen
Bei der Unterhauswahl vom 27. Oktober 1931 wurde Lennox-Boyd als Kandidat der Conservative Party erstmals zum Mitglied des Unterhauses (House of Commons) gewählt und vertrat in diesem bis zu seinem Mandatsverzicht am 8. September 1960 den Wahlkreis Mid-Bedfordshire. Am 25. Februar 1938 übernahm er sein erstes Regierungsamt, als er Rab Butler als Parlamentarischer Sekretär beim Arbeitsminister (Parliamentary Secretary to the Ministry of Labour) ablöste. Dieses Amt als Mitarbeiter von Arbeitsminister Ernest Brown bekleidete er bis zum Ende der vierten Nationalregierung am 3. September 1939.
Im darauf folgenden von Premierminister Neville Chamberlain gebildeten Kriegsregierung übernahm Lennox-Boyd am 3. September 1939 zunächst das Amt eines Parlamentarischen Sekretärs beim Minister für Heimatschutz (Parliamentary Secretary to the Ministry of Home Security), das zugleich von Innenminister John Anderson wahrgenommen wurde. Er übergab dieses jedoch bereits am 24. Oktober 1939 an William Mabane. Er selbst war zwischenzeitlich bereits am 11. Oktober 1939 zum Parlamentarischen Sekretär im Ernährungsministerium (Parliamentary Secretary to the Ministry of Food) ernannt worden und damit zum engsten Mitarbeiter von Ernährungsminister William Morrison. Das Amt des Parlamentarischen Sekretärs im Ernährungsministerium bekleidete er bis zum Ende von Chamberlains Amtszeit am 10. Mai 1940.
Während des Zweiten Weltkrieges begann Lennox-Boyd anschließend seinen Militärdienst und trat als Lieutenant in die Royal Naval Volunteer Reserve, die Reserve der Royal Navy ein. Zwischenzeitlich absolvierte er auch ein Studium der Rechtswissenschaften und erhielt 1941 die anwaltliche Zulassung als Barrister bei der Anwaltskammer (Inns of Court) von Inner Temple. Am 11. September 1943 übernahm er in der Kriegsregierung von Premierminister Winston Churchill als Nachfolger von Ben Smith den Posten als Parlamentarischer Sekretär im Ministerium für Flugzeugproduktion (Parliamentary Secretary to the Minister of Aircraft Production) und gehörte damit bis zum Ende der Amtszeit von Churchills Übergangsregierung am 26. Juli 1945 zu den engsten Mitarbeitern des Ministers für Flugzeugproduktion, Richard Stafford Cripps.

### Minister in der Nachkriegszeit

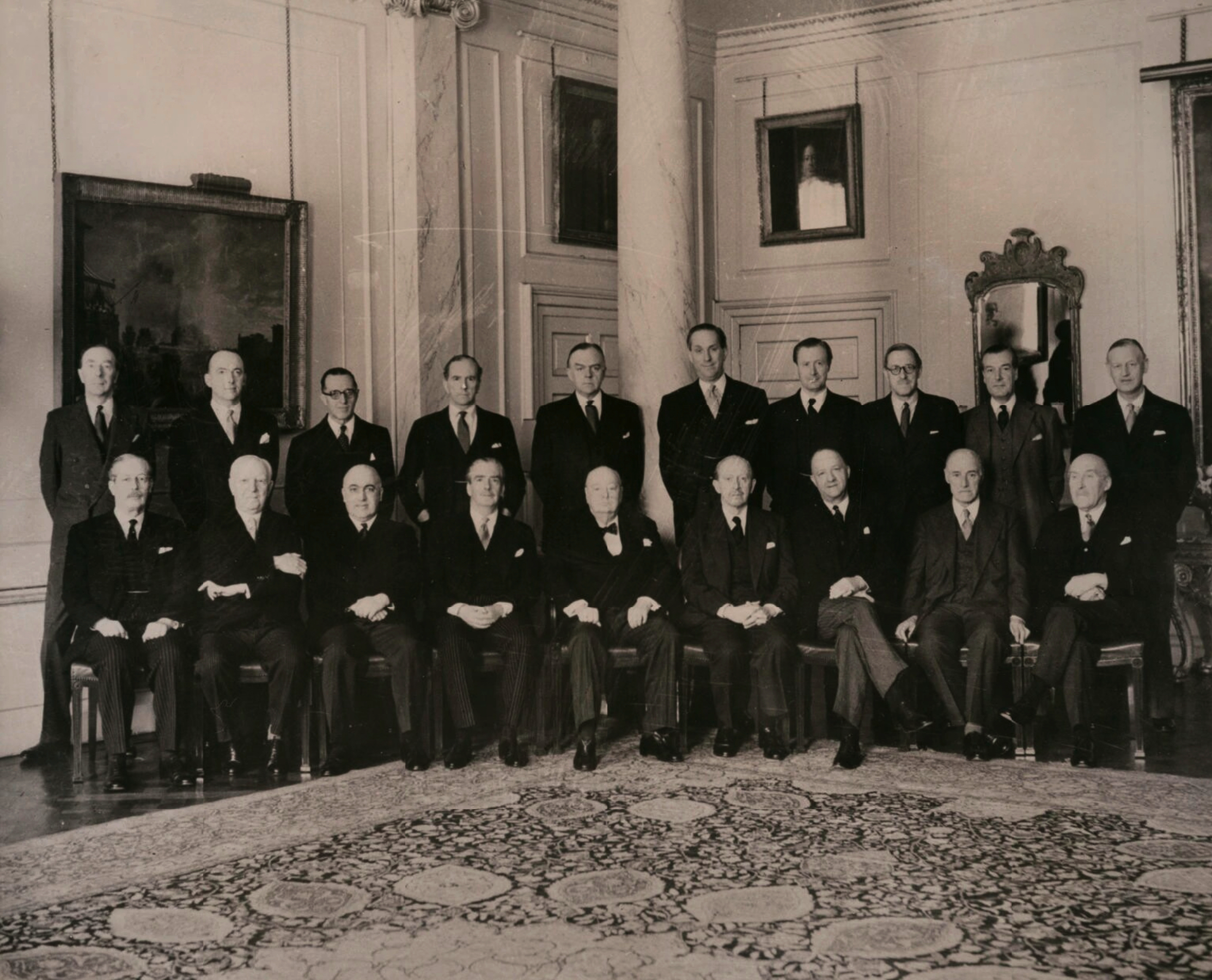
Alan Lennox-Boyd (hintere Reihe, 6. v. l.) als Kolonialminister im dritten dritten Kabinett Churchill (1955)

Nach dem Wahlsieg der konservativen Tories bei der Unterhauswahl vom 25. Oktober 1951 wurde Lennox-Boyd am 2. November 1951 im dritten Kabinett Churchill zunächst Staatsminister im Kolonialministerium (Minister of State for the Colonies) und damit Vertreter von Kolonialminister Oliver Lyttelton. Aufgrund der Bedeutung des Kolonialministeriums wurde er zugleich Mitglied des Geheimen Kronrates (Privy Council). Bereits ein halbes Jahr später übernahm er im Zuge einer Regierungsumbildung am 7. Mai 1952 von John Maclay das Amt des Transportministers (Minister of Transport). Nach der Zusammenlegung von Transportministerium und Ministerium für Zivilluftfahrt am 1. Oktober 1953 fungierte er bis zu seiner Ablösung durch John Boyd-Carpenter am 28. Juni 1954 als Minister für Verkehr und Zivilluftfahrt (Minister of Transport and Civil Aviation).
Im Zuge einer neuerlichen Regierungsumbildung übernahm Lennox-Boyd im dritten Kabinett Churchill stattdessen am 28. Juli 1954 von Oliver Lyttelton das Amt des Kolonialministers (Secretary of State for the Colonies) und bekleidete dieses auch im darauf folgenden Kabinett von Premierminister Anthony Eden sowie in der Regierung von Premierminister Harold Macmillan bis zu seiner Ablösung durch Iain Macleod am 14. Oktober 1959. Ab 15. Februar 1959 kam es zu massiven Unruhen in Nyassaland. Polizeistationen wurden überfallen, Gefängnisse gestürmt und die Häftlinge befreit, Flughäfen blockiert. Die Stadt Fort Hill (heute Chitipa) geriet in die Hände des NAC. In dieser Lage verhängte die Föderationsregierung den Notstand und bot Tausende weißer Soldaten nach Malawi auf. Nach monatelangen Unruhen und 52 Toten konnte im Juni 1959 die Ruhe wiederhergestellt werden. Gleichzeitig verhaftete die Regierung rund 1000 NAC-Leute, darunter die gesamte Führung. Die Partei wurde verboten – aber kurze Zeit später als Malawi Congress Party (MCP) neu gegründet. In seiner Funktion als Kolonialminister setzte er bereits am 6. April 1959 eine nach ihrem Vorsitzenden Patrick Devlin benannten Kommission zur Untersuchung der Unruhen ein, die sogenannte Devlin-Kommission. Zugleich war er zwischen 1954 und 1959 Deputy Lieutenant (DL) der Grafschaft Bedfordshire.

### Wirtschaftsmanager und Oberhausmitglied
Nach seinem Ausscheiden aus der Regierung trat Lennox-Boyd als Geschäftsführender Direktor in die der Familie seiner Ehefrau gehörenden Guinness-Brauerei ein und übte diese Funktion bis 1967 aus.
Durch ein Letters Patent vom 8. September 1960 wurde Lennox-Boyd nach seinem Ausscheiden aus der Unterhaus als Viscount Boyd of Merton, of Merton-in-Penninghame in the County of Wigtown, in den erblichen Adelsstand in der Peerage of the United Kingdom erhoben und gehörte damit bis zu seinem Tode als Mitglied dem Oberhaus an. 1960 wurde er zudem in den Order of the Companions of Honour (CH) aufgenommen. Nach seinem Eintritt in das Oberhaus nahm er bis kurz vor seinem Tod bei einem Verkehrsunfall an Sitzungen teil und befasste sich insbesondere mit außen- und kolonialpolitischen Fragen. 1965 übernahm er ferner die Funktion als Deputy Lieutenant der Grafschaft Cornwall.

### Ehe und Nachkommen
Am 29. Dezember 1938 heiratete Lennox-Boyd Lady Patricia Florence Susan Guinness, eine Tochter von Rupert Guinness, 2. Earl of Iveagh, der zwischen 1908 und 1910 sowie von 1912 bis 1927 Mitglied des Unterhauses war, sowie von Gwendolen Guinness, Countess of Iveagh, eine Tochter von William Onslow, 4. Earl of Onslow, die zwischen 1927 und 1935 ebenfalls Mitglied des Unterhauses war.
Aus dieser Ehe gingen drei Söhne hervor. Der älteste Sohn Simon Donald Rupert Neville Lennox-Boyd erbte beim Tode seines Vaters am 8. März 1983 den Titel als 2. Viscount Boyd of Merton und war zugleich bis zum Inkrafttreten des House of Lords Act 1999 Mitglied des Oberhauses. Der zweite Sohn war Christopher Alan Lennox-Boyd. Dritter Sohn aus dieser Ehe war Mark Alexander Lennox-Boyd, der zwischen 1983 und 1997 die Conservative Party als Abgeordneter im House of Commons vertrat, mehrmals Parlamentarischer Privatsekretär sowie Whip war und zuletzt zwischen 1990 und 1994 das Amt eines Parlamentarischen Unterstaatssekretärs im Ministerium für Auswärtiges und Commonwealth-Angelegenheiten bekleidete.